# Bonner Springs
Bonner Springs è un comune degli Stati Uniti d'America, situato nello Stato del Kansas, nella Contea di Wyandotte. Due piccole parti della città si trovano nella contea di Leavenworth e in quella di contea di Johnson.